# Auerstadt
Auerstedt es un pueblo de Turingia localizada en el área de Weimar. Actualmente cuenta 471 habitantes (2008). Sin embargo este poblado tiene una figuración histórica, gracias a la derrota que allí Napoleón I le infligió al ejército de Prusia en 1806.
- Datos: Q552165
- Multimedia: Auerstedt / Q552165

1. ↑  Worldpostalcodes.org, código postal n.º 99518.